# ميثيلين ثنائي الفينيل ثنائي أيزوسيانات
الميثيلين ثنائي الفينيل ثنائي أيزوسيانات (MDI) هو ثنائي أيزوسيانيت عطري. ايزومرات شائعة، تختلف حسب مواقع مجموعات الأيزوسيانات حول الحلقات: 2,2′-MDI و 2,4′-MDI و 4,4′-MDI. الأيزومر 4,4 ′ هو الأكثر استخدامًا، ويُعرف أيضًا باسم 4,4-diphenylmethane diisocyanate. يُعرف هذا الأيزومر أيضًا باسم MDI النقي. يتفاعل MDI مع البوليولات في صناعة البولي يوريثين. إنه أكثر ثنائي أيزوسيانات إنتاجًا، حيث يمثل 61.3٪ من السوق العالمية في عام 2000.

## الإنتاج
يبلغ إجمالي الإنتاج العالمي من MDI و MDI البوليمري أكثر من 7.5 مليون طن سنويًا (في عام 2017).
اعتبارًا من عام 2019، كان أكبر منتج هو مجموعة وانهوا الكيميائية. المنتجون الرئيسيون الآخرون هم كوفيسترو وباسف وداو وهانتسمان وتوسوه وكومهو ميتسوي للكيماويات. جميع المنتجين الرئيسيين لثنائي أيزوسيانات الميثيلين ثنائي الفنينل هم أعضاء في معهد أيزوسيانيت الدولي، الذي يهدف إلى تعزيز التعامل الآمن مع الميثيلين ثنائي الفينيل ثنائي أيزوسيانات (MDI) وتولوين ثنائي أيزوسيانات (TDI) في مكان العمل والمجتمع والبيئة.
تتمثل الخطوة الأولى في إنتاج MDI في تفاعل الأنيلين والفورمالديهايد، باستخدام حمض الهيدروكلوريك كمحفز لإنتاج مزيج من سلائف ثنائي أمين، بالإضافة إلى متعدد أمينات المقابلة لها:
ثم، يتم التعامل مع هذه ثنائي الأمينات مع الفوسجين لتشكيل خليط من الأيزوسيانات، فإن نسبة الأيزومر يتم تحديدها من قبل تكوين ايزوميريا من ديامين. هناك آليتان مختلفتان للتفاعل لهذا التحول، وهما «الفوسجين أولاً» و «الفوسجين المتدرج».
يعطي تقطير الخليط مزيجًا من متعدد أيزوسيانات قليل القسيمات، يُعرف باسم البوليمر MDI، ومزيج من أيزومرات MDI الذي يحتوي على محتوى منخفض 2,4 ′ أيزومر. يتطلب التنقية الإضافية تجزئة خليط أيزومرات MDI.

## تفاعل مجموعة الأيزوسيانات
تؤثر مواقف مجموعات الأيزوسيانات على تفاعلها. في 4,4′-MDI، تكون مجموعتي إيزوسيانات متكافئة ولكن في 2,4′-MDI تظهر المجموعتان تفاعلات شديدة الاختلاف. تكون المجموعة في الموضع 4 أكثر تفاعلًا بأربع مرات تقريبًا من المجموعة في الموضع 2 بسبب العائق الفراغي. 

## التطبيقات
التطبيق الرئيسي لـ 4,4′-MDI هو إنتاج متعدد-يوريثين الصلب. هذه رغاوي متعدد يوريثان الصلبة جيدة كـعازل حراري واستخدامها تقريبا في جميع المجمدات والثلاجات في جميع أنحاء العالم، فضلا عن المباني. البوليولات النموذجية المستخدمة هي متعدد( إيثيلين-أديبات) (كـبوليستر) ومتعدد (رباعي ميثيلين إيثر) غليكول (كـبولي إيثر).
يتم استخدام 4,4′-MDI أيضًا كمادة لاصقة ذات قوة صناعية، وهي متاحة للمستهلكين النهائيين كمستحضرات غراء معبأة في زجاجات عالية القوة.

## الأمان
MDI هي الأقل خطورة من بين الأيزوسيانات المتاحة بشكل شائع، ولكنها ليست حميدة. لها ضغط البخار المنخفض جدًا يقلل من مخاطره أثناء المناولة مقارنةً بالأيزوسيانات الرئيسية الأخرى (تولوين ثنائي الأزوسيانات (TDI)، هيكسامثيلين ثنائي الأزوسيانات (HDI). ومع ذلك، فهي، مثل الأيزوسيانات الأخرى، مادة مسببة للحساسية ومحسس. قد يكون لدى الأشخاص الذين يطورون حساسية تجاه الأيزوسيانات تفاعلات جهازية خطيرة للتعرض الصغير للغاية، بما في ذلك فشل الجهاز التنفسي. يتطلب التعامل مع MDI ضوابط هندسية صارمة ومعدات حماية شخصية. بالمقارنة مع السيانات العضوية الأخرى، فإن سمية MDI منخفضة نسبيًا عند الإنسان. إنها مادة يحتمل أن تكون شديدة التفاعل تجاه الماء وأليفات النواة الأخرى.

## روابط خارجية
- بطاقة السلامة الكيميائية الدولية 0298
- دراسة IARC: "4,4'-Methylenediphenyl Diisocyanate"
- موضوع السلامة والصحة في NIOSH: Isocyanates، من الموقع الإلكتروني للمعهد الوطني للسلامة والصحة المهنية (NIOSH)
- لوحة Isofact American Chemistry Council Diisocyanates
- قاعدة بيانات Azom Chemical حول كيمياء البولي يوريثين
- MDI والبيئة - عرض 2005 من قبل مركز صناعة البولي يوريثان
- معهد الايزوسيانات الدولي
- وثيقة التقييم الدولي للمواد الكيميائية الموجزة 27